# Rio Magaga
Magaga é um rio do norte da Nigéria, afluente do Chalaua. Está barrado em Gude para fornecer água para muitas zonas ao longo da estrada Guarzo como Garo, Rimim Gado e outras pequenas cidades em torno dela. O Magaga flui para sudeste. Durante a estação seca, pastores concentram-se em Magaga para pastorearem seu gado.
O rio Magaga aparece em lendas hauçás segundo as quais, junto do Uatari, tinha influência espiritual em batalhas de grande rivalidade. Por estarem comprometidos a encerrarem conflitos, e para se saudarem, se um litigante cruzava qualquer um deles, a pessoa se afogava. Esse mito, pelo que se sabe, é oriundo da antiga religião Maguzanci dos Reinos hauçás.